# Église grecque-catholique roumaine
L'Église grecque-catholique roumaine (plutôt appelée Église gréco-catholique roumaine), ou Église Roumaine Unie à Rome, Gréco-Catholique (en roumain : Biserica Română Unită cu Roma, Greco-Catolică) est une des Églises catholiques orientales. Le chef de l'Église porte le titre d'archevêque majeur d'Alba Iulia et Făgăraș, avec résidence à Blaj. Depuis 1994, son titulaire actuel est le Cardinal Lucian Mureșan.
Elle ne doit pas être confondue avec l'Église romano-catholique de Roumanie, également catholique mais appartenant à l'Église latine.
Selon le recensement de 2011, l'Église grecque-catholique roumaine compte 150 593 membres, soit 0,7 % de la population.

## Histoire

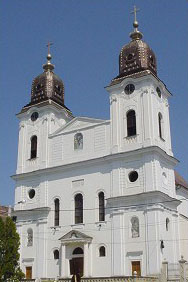
La cathédrale de la Sainte-Trinité de Blaj.

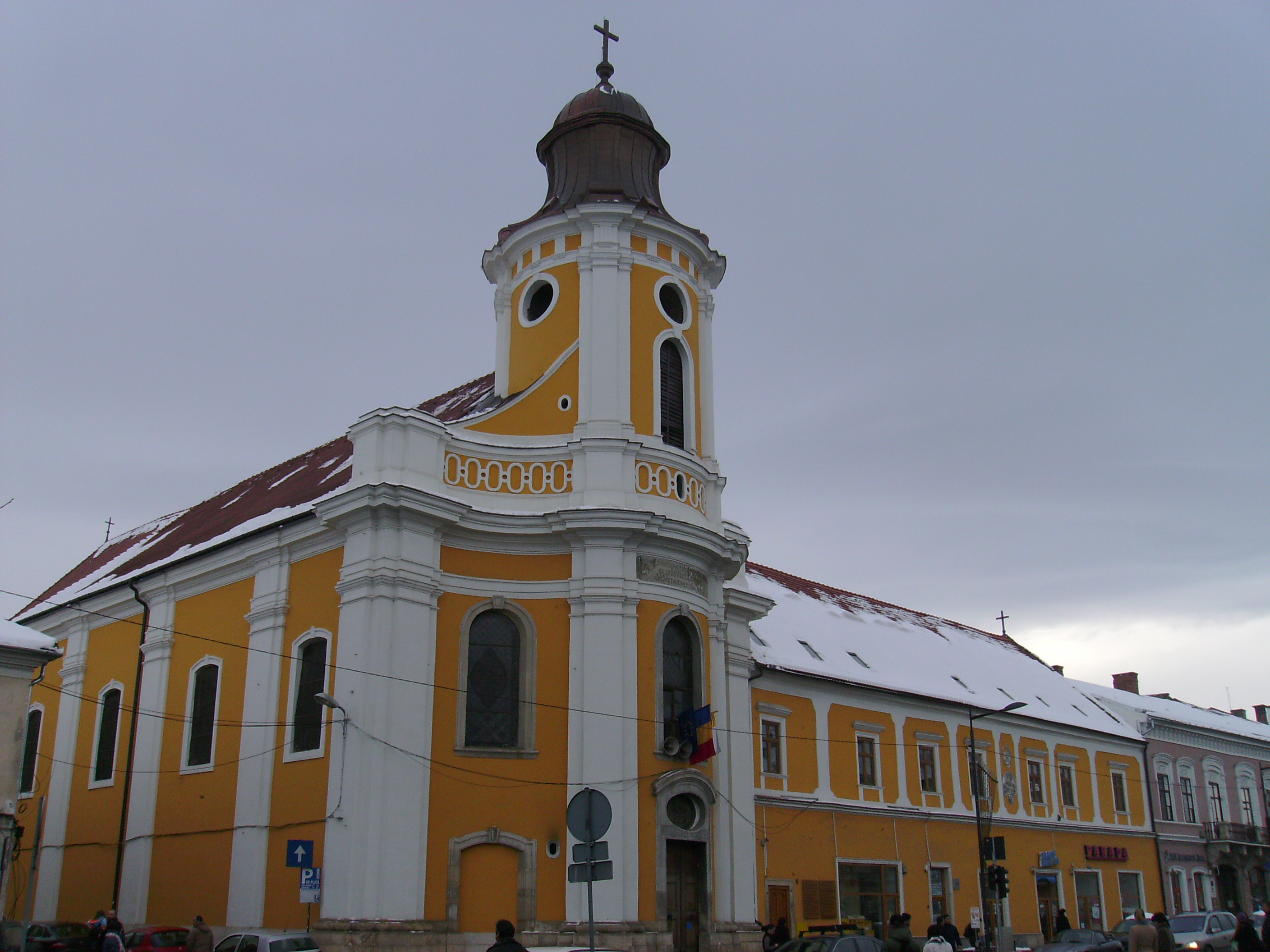
La cathédrale de la Transfiguration de Cluj.

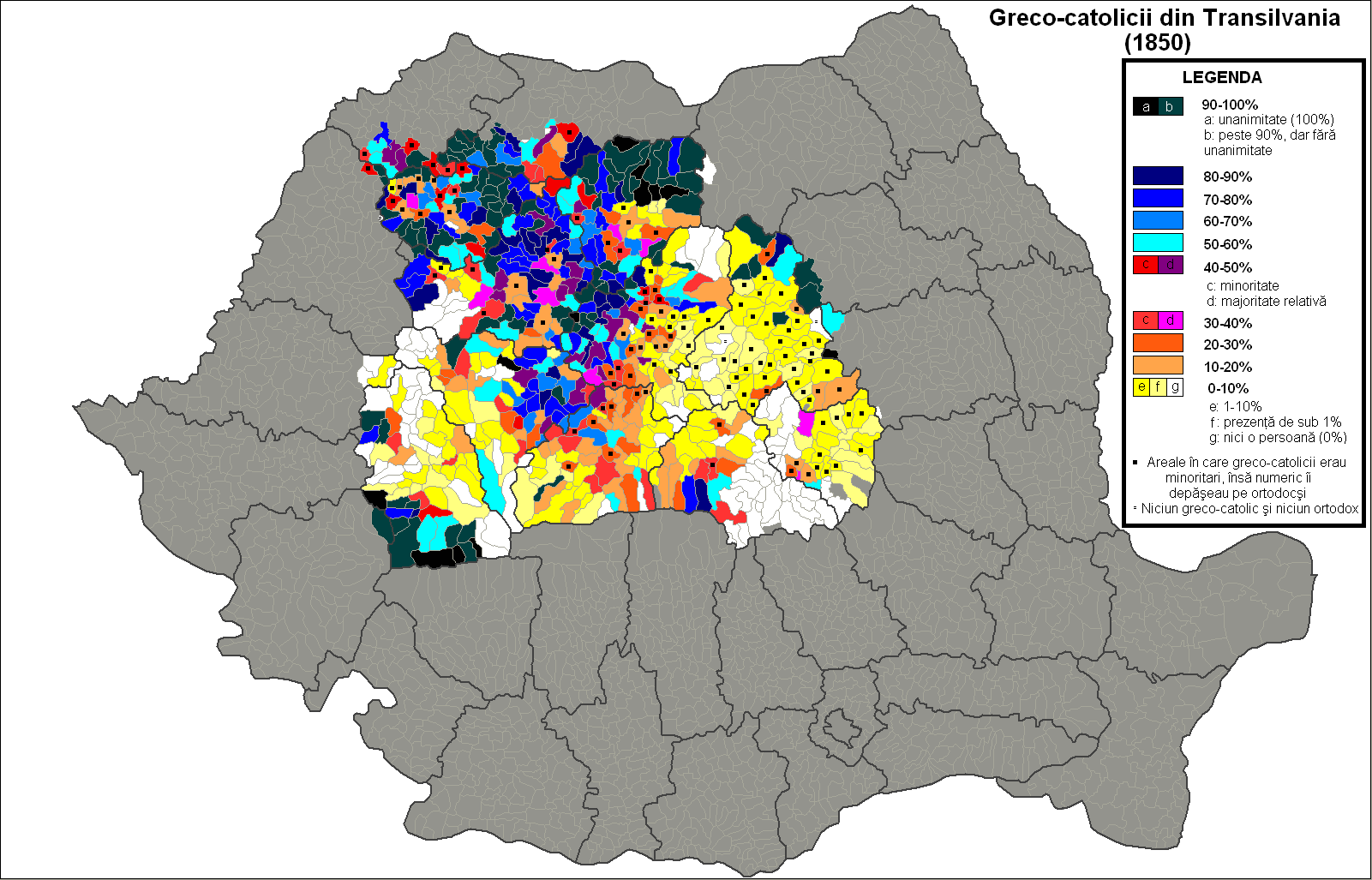
Les gréco-catholiques en Transylvanie (recensement de 1850).

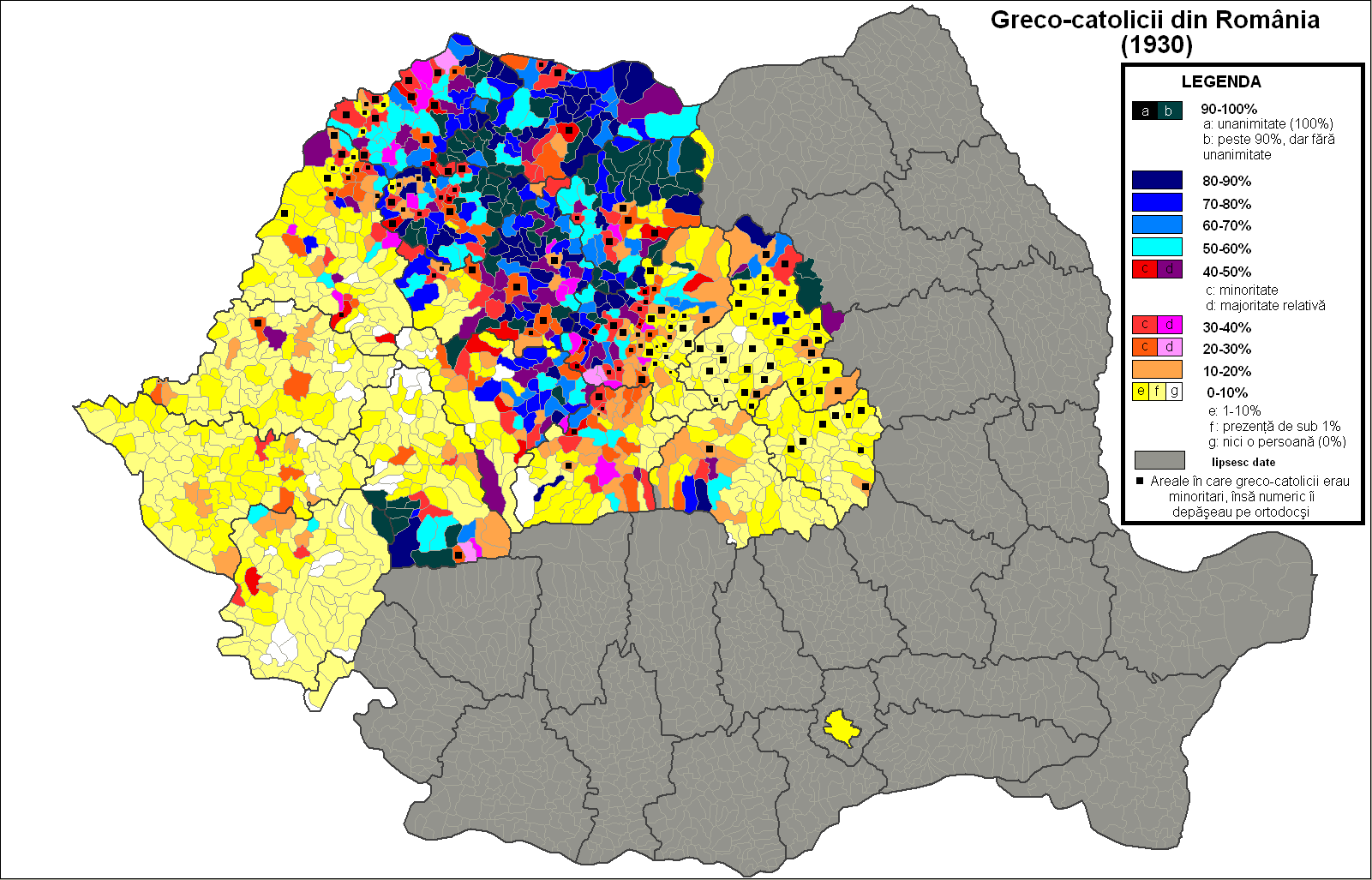
Les gréco-catholiques en Roumanie (recensement de 1930).

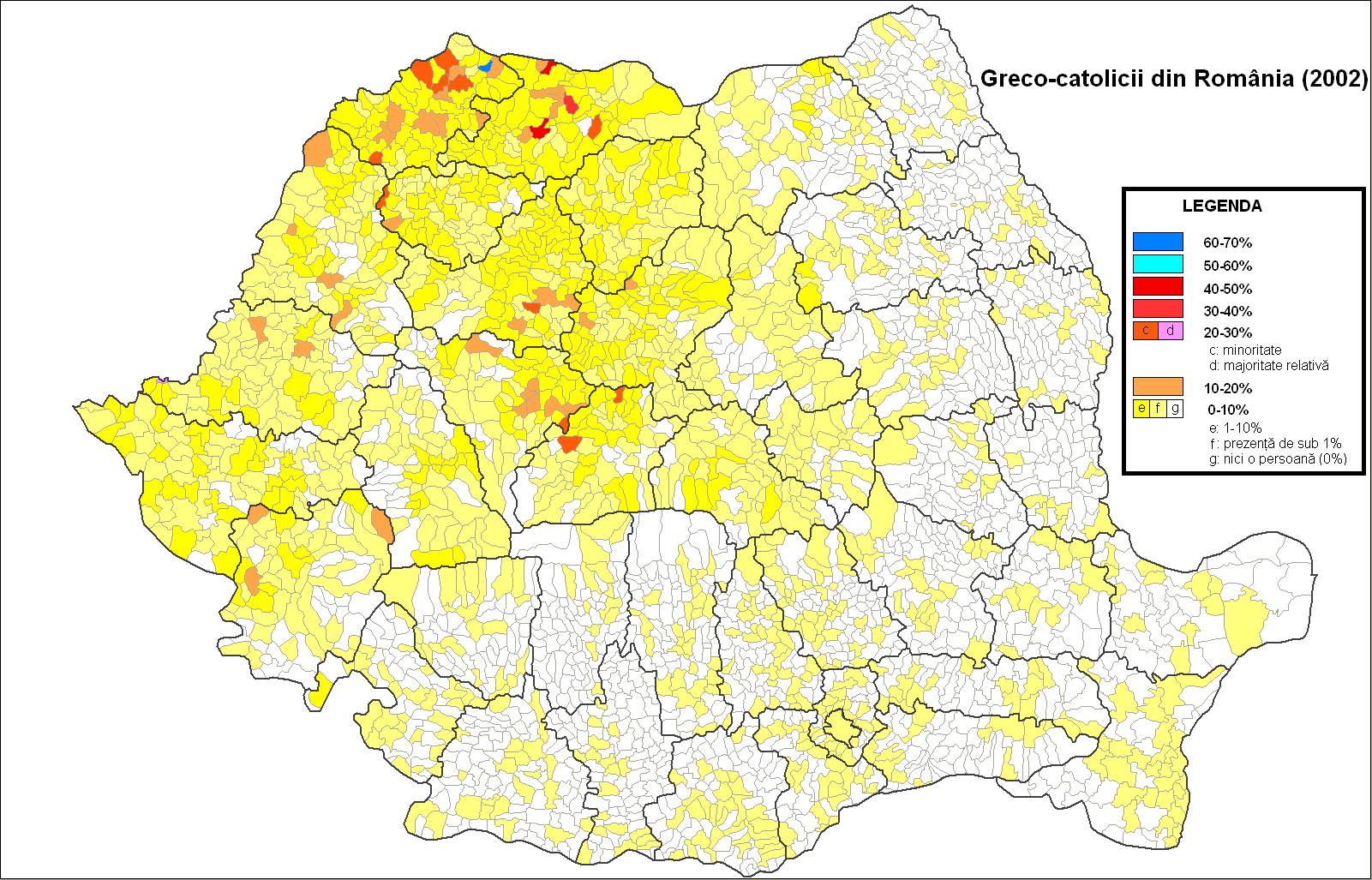
Les gréco-catholiques en Roumanie (recensement de 2002).

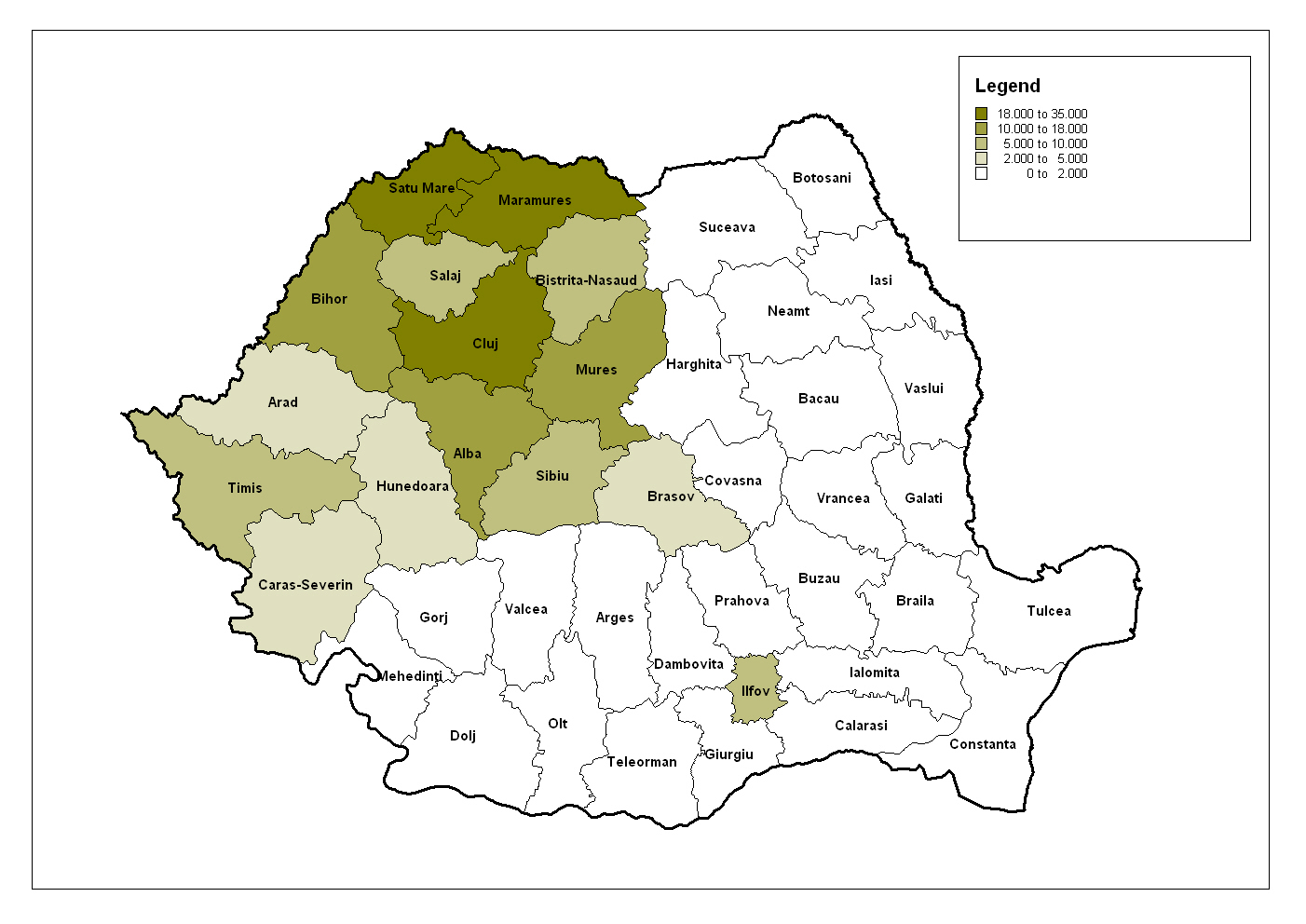
La présence des gréco-catholiques (recensement de 2002).

### Synode d'Alba Iulia (1697)
Après la victoire autrichienne sur l’armée ottomane en 1686, la Transylvanie fut intégrée à la monarchie des Habsbourg. Celle-ci appliquait la politique de la Contre-Réforme mais persécutait aussi les orthodoxes, considérés comme des sujets de seconde zone et ne jouissant pas de la citoyenneté. Dans ce contexte surgit, parmi ces derniers, l’idée d’une union avec Rome, pour jouir de la pleine citoyenneté, mais aussi en raison du souvenir de leurs origines, manifestées à travers leur langue latine. En 1697, une première négociation entre l’évêque orthodoxe transylvain, Théophile d’Alba Iulia, et un Jésuite, Ladislas Baranyi, aboutit à proposer la reconnaissance par les orthodoxes du concile catholique de Florence en échange de l’égalité avec le clergé catholique. Un des arguments avancés par Théophile et Baranyi pour convaincre le clergé orthodoxe d’accepter l’union était celui de la sauvegarde de la foi orthodoxe contre le prosélytisme calviniste.
Afin de convaincre le clergé orthodoxe d’accepter l’Union avec Rome, le métropolite Athanase Anghel d'Alba Iulia convoqua un synode général à Alba Iulia en 1697, auquel prirent part presque tous les membres de son diocèse. Réitérant les mises en garde contre le risque de disparition de l’Église orthodoxe transylvaine sous la pression calviniste, Athanase présenta l’Union avec Rome comme la seule solution pour le salut de la foi orthodoxe, ainsi que comme une perspective d’amélioration des conditions de vie du clergé et des droits des fidèles. Il présenta ensuite les conditions de l’Union, c’est-à-dire la reconnaissance des « quatre points florentins », que les membres du synode acceptèrent.
En revanche, le rite oriental, les canons orthodoxes de l’Église (dont l'ordination à la prêtrise d'hommes mariés), le calendrier, la langue liturgique resteraient inchangés. De plus, les chrétiens unis devant avoir des églises partout, même dans les régions où ils seraient peu nombreux, la liturgie ne se ferait jamais selon le rite latin. La contrepartie à la signature de l’Union était la reconnaissance pour le clergé roumain des mêmes droits et privilèges que le clergé des autres religions, et pour les Roumains, des mêmes droits que les trois autres peuples du pays (Hongrois, Saxons et Sicules), notamment celui d’étudier dans les écoles d’État.
L’une des conséquences majeures de l’Union fut l’apparition d’une élite intellectuelle gréco-catholique, formée à Rome ou à Vienne. Elle allait jouer un rôle important dans l’histoire de la Transylvanie au cours de la deuxième moitié du XVIIIe siècle : plusieurs membres de cette nouvelle élite (dont le célèbre évêque Inocențiu Micu-Klein (1692-1768), puis un mouvement connu sous le nom d’École Transylvaine) allaient associer des recherches historiques et linguistiques sur les origines du peuple roumain à une intense activité politique s’inspirant des résultats de leurs recherches, en vue de la reconnaissance de droits élargis pour les Roumains de Transylvanie.

### Période communiste
Le 1er décembre 1948, le Parti communiste roumain met les églises catholiques, dont l’Église gréco-catholique, hors-la-loi : l’Église orthodoxe roumaine, dont les hiérarques sont alors destitués ou emprisonnés et remplacés par des popes ayant fait allégeance au régime communiste de Roumanie, devint affectataire de la plupart des biens gréco-catholiques saisis. Les évêques : Alexandru Rusu, Iuliu Hossu, Ioan Bălan, Vasile Aftenie, Ioan Suciu, Valeriu Traian Frențiu, Tit Liviu Chinezu, un grand nombre de prêtres, de moines et de fidèles sont exécutés ou emprisonnés.
En décembre 1989, le communisme s’effondre en Roumanie et après 41 ans de clandestinité, l’Église gréco-catholique sort des catacombes. Cinq évêques ont survécu aux 16 années de prison : le cardinal Alexandru Todea, Ioan Ploscaru, Iuliu Hirțea, Ioan Dragomir (en) et Ioan Cherteș (ro).

### Post-communisme
L’Église grecque-catholique roumaine, redevenue légale, a bien du mal à recouvrer ses biens confisqués par l’État communiste ou attribués à l’Église orthodoxe roumaine : en 2007, sur les 2000 églises confisquées en 1948, elle en a récupéré seulement 152. En effet, la nomenklatura ex-communiste et sa descendance, sont toujours influentes dans les échelons supérieurs de la législature, de la magistrature et de la hiérarchie orthodoxe, de sorte que le plupart des procédures n’aboutissent pas et que les assurances données en 1999 par le patriarche orthodoxe Théoctiste au pape catholique Jean-Paul II lors de la visite de ce dernier en Roumanie, sont restées lettre morte.

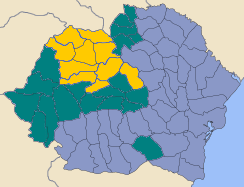
Le poids relatif des grecs-catholiques roumains par rapport aux orthodoxes en 1930 : en jaune grecs-catholiques plus nombreux que les orthodoxes ; en vert orthodoxes plus nombreux que les grecs-catholiques (vert et jaune à l'exception des alentours de Bucarest au sud du pays : anciens territoires de l'empire austro-hongrois) ; en violet moins de 5 % de grecs-catholiques (anciennes principautés danubiennes).

L’Église grecque-catholique roumaine est élevée au rang d’Église archiépiscopale majeure d’Alba Iulia et Făgăraș des Roumains, par Benoît XVI le 16 décembre 2005.

## Statut

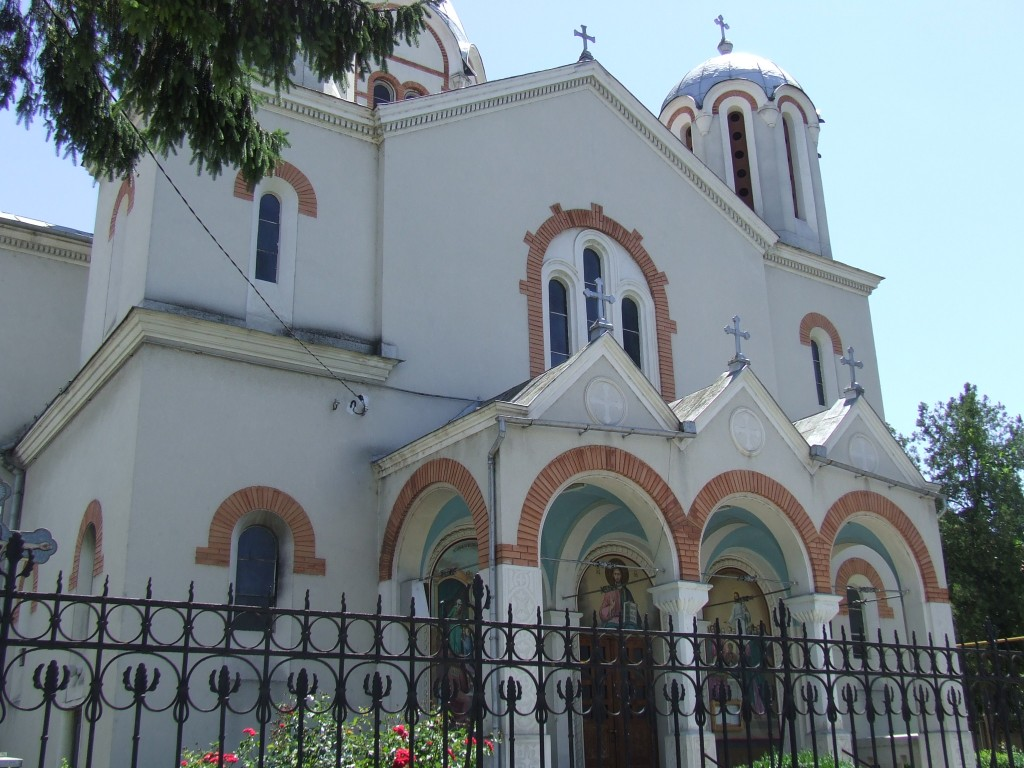
L’ancienne cathédrale grecque-catholique de Gherla, confisquée en 1948, n’a toujours pas encore été restituée, en 2020.

Église catholique orientale, l’Église grecque-catholique roumaine est une Église sui juris en pleine communion avec l’Église catholique romaine.
Elle est régie par le code des canons des Églises orientales.
Par la constitution apostolique Ad totius Dominici du 14 décembre 2005, le pape Benoît XVI a conféré à l'archevêque de Făgăraş et Alba Iulia, le titre d'archevêque majeur. Ainsi, depuis l'entrée en vigueur de la constitution apostolique, le 16 décembre 2005, l'Église grecque-catholique roumaine est une Église archiépiscopale majeure. En effet, le primat n'a pas le titre de patriarche mais celui d'archevêque majeur ; son élection par le synode des évêques doit être confirmée par le pape qui peut la refuser.

## Organisation

Localisation des églises particulières de l'Église grecque-catholique roumaine

Le 29 mai 2014, l'Église grecque-catholique roumaine comprenait sept Églises particulières : six ayant leur siège en Roumanie ; et une, aux États-Unis.
| Nom                   | Siège               | Type                 | Province ecclésiastique | Réf.   |
| --------------------- | ------------------- | -------------------- | ----------------------- | ------ |
| Făgăraş şi Alba Iulia | Blaj                | archéparchie majeure | Făgăraş şi Alba Iulia   | ,      |
| Cluj-Gherla           | Cluj-Napoca         | éparchie suffragante | Făgăraş şi Alba Iulia   | ,      |
| Lugoj                 | Lugoj               | éparchie suffragante | Făgăraş şi Alba Iulia   | ,      |
| Maramureş             | Baia Mare           | éparchie suffragante | Făgăraş şi Alba Iulia   | ,      |
| Oradea Mare           | Oradea              | éparchie suffragante | Făgăraş şi Alba Iulia   | ,      |
| Saint Basile Le Grand | Bucarest            | éparchie suffragante | Făgăraş şi Alba Iulia   | [ 20 ] |
| Saint George          | Canton (États-Unis) | éparchie exempte     | —                       | ,      |